# Vacinação

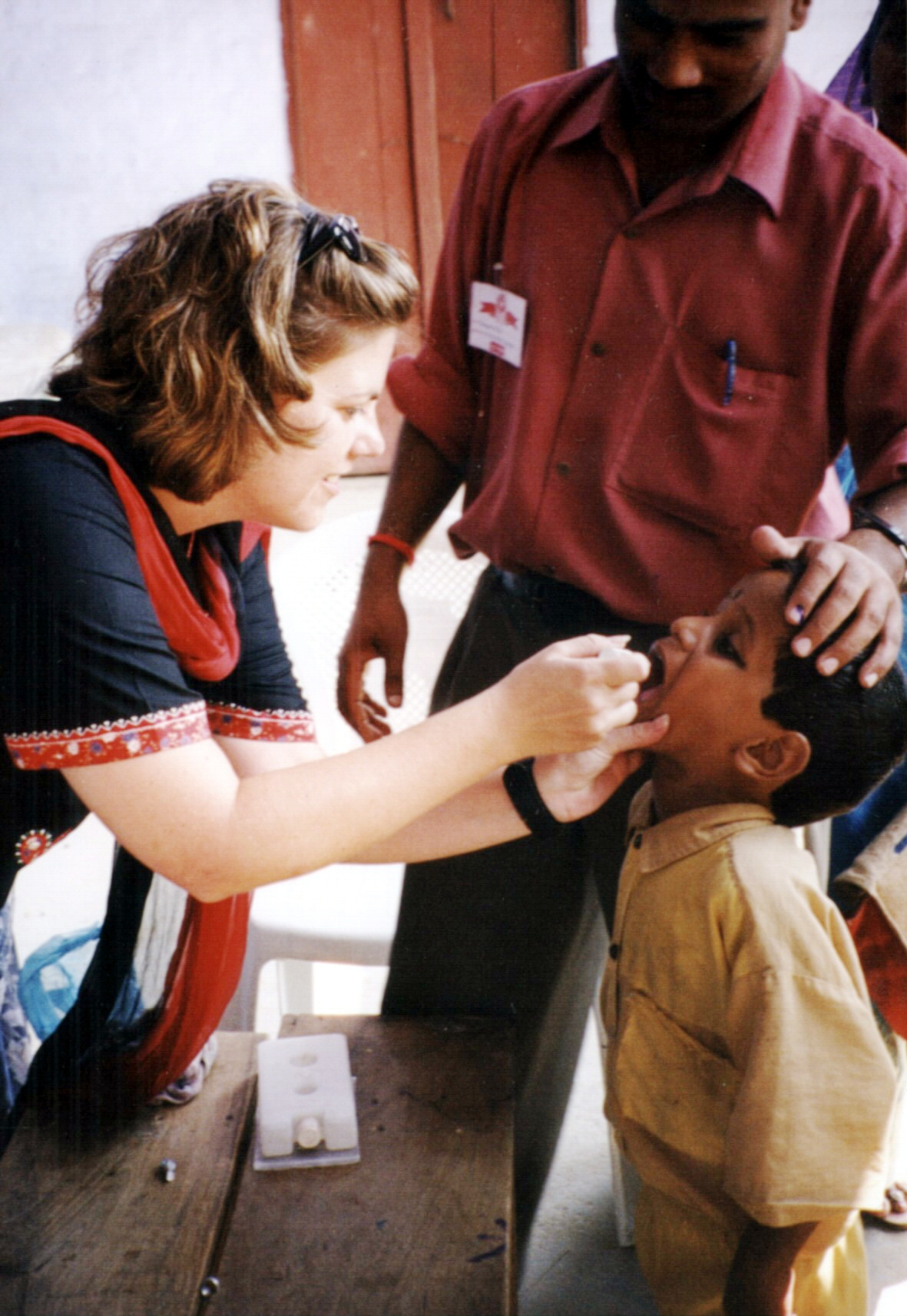
Criança a receber uma vacina contra a poliomielite na Índia

Vacinação é a administração de uma vacina. As vacinas protegem o corpo de doenças infecto-contagiosas ou ajudam no tratamento contra essas doenças. Uma vacina é uma substância antigénica que estimula o sistema imunitário a desenvolver imunidade adquirida a determinado patógeno. Essa imunização previne ou atenua os efeitos de uma eventual infeção por esse patógeno. Quando uma grande percentagem de uma população é vacinada, desenvolve-se imunidade de grupo. A vacinação é o método mais eficaz na prevenção de doenças infecciosas, salvando milhões de vidas em cada ano. A sua eficácia e segurança encontra-se amplamente estudada e comprovada.
As vacinas são geralmente administradas por injeção intramuscular na parte superior do braço, podendo também ser administradas por outro tipo de injeção, por punção, por via oral, por via transdérmica ou por via nasal. Enquanto algumas vacinas necessitam de uma única dose para garantir imunização durante toda a vida, outras vacinas necessitam de várias doses para serem plenamente eficazes, quer seja para produzir uma resposta imunitária inicial ou para reforçar uma resposta imunitária que diminui gradualmente com o tempo, como é o caso da vacina contra o tétano a cada 10 anos. As autoridades de saúde de vários países têm implementados planos de vacinação da população. Estes planos definem o calendário de todas as vacinas, que podem ser recomendadas ou obrigatórias. As vacinas incluídas nos planos diferem de país para país, dependendo da prevalência ou não de determinadas doenças. Podem ainda ser administradas vacinas específicas a pessoas que se deslocam a regiões onde determinada infeção seja endémica ou em que haja suspeita de terem estado expostas a determinada infeção.
A vacinação administrada durante a infância é geralmente segura. Os efeitos adversos das vacinas são geralmente ligeiros e incluem febre, dor muscular e dor no local de injeção. Os efeitos adversos graves são extremamente raros. No entanto, apesar do consenso científico de que as vacinas recomendadas são seguras e eficazes, subsiste ainda a disseminação de rumores e receios infundados acerca da sua segurança, que têm estado na origem de surtos e mortes por doenças evitáveis por vacinas. Existem ainda grupos que se opõem à vacinação obrigatória por acreditarem que viola princípios religiosos ou a liberdade individual.
A Organização Mundial da Saúde estima que a vacinação evite a morte de 2 a 3 milhões de pessoas todos os anos. Cerca de 1,5 milhões de crianças morrem anualmente por doenças que podiam ter sido prevenidas caso tivessem sido vacinadas. As campanhas de vacinação foram responsáveis pela erradicação mundial da varíola e pela eliminação de doenças como a poliomielite, sarampo e tétano em grande parte do mundo. A primeira vacina bem sucedida foi a vacina contra a varíola, criada em 1796 pelo médico britânico Edward Jenner. O conceito foi posteriormente desenvolvido por Louis Pasteur, que criou a vacina contra a raiva. Até à sua erradicação em 1979, a varíola era uma doença altamente contagiosa e mortal, causando a morte a 20–60% dos adultos e 80% das crianças infetadas.